# جامعة زيمبابوي
جامعة زيمبابوي (بالإنجليزية: University of Zimbabwe)‏ هي جامعة، تأسست في 1951 م، في زيمبابوي.